# Tanjung Raja (Kateman)
Tanjung Raja is een bestuurslaag in het regentschap Indragiri Hilir van de provincie Riau, Indonesië. Tanjung Raja telt 3232 inwoners (volkstelling 2010).